# 皮特金科納 (阿肯色州)
皮特金科納（英語：Pitkin Corner）是位於美國阿肯色州華盛頓縣的一個非建制地區。該地的面積和人口皆未知。

## 地理
皮特金科納的座標為35°53′07″N 94°10′11″W / 35.88528°N 94.16972°W，而該地的平均海拔高度為428米（即1404英尺）。